# Championnats d'Afrique de BMX 2014
Navigation
Édition suivante
Les championnats d'Afrique de BMX 2014 ont lieu le 16 octobre 2014 à Pietermaritzburg en Afrique du Sud.

## Podiums
| Épreuves            | Or            | Argent        | Bronze          |
| ------------------- | ------------- | ------------- | --------------- |
| Épreuves masculines |               |               |                 |
| Élites hommes       | Kyle Dodd     | Bryce Stiebel | Tawanda Marova  |
| Juniors hommes      | Dylan Whittle | Alex Limberg  | Scott Donaldson |
| Épreuves féminines  |               |               |                 |
| Élites femmes       | Stacey Bryant | Paige Muller  |                 |
| Juniors femmes      | Maia Rawlins  | Kayla Eggar   | Anita Zenani    |